# 거스리의 반투어군 분류

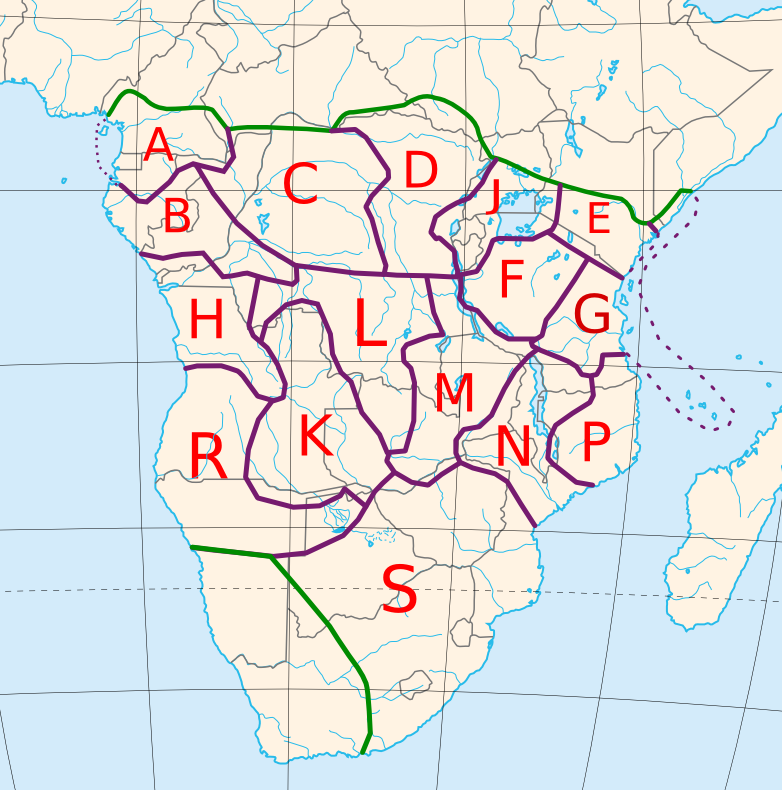
반투어군의 각각의 지역 범위

250개 언어가 이루는 "협의의 반투어군"은 전통적으로 1960년대 말 맬컴 거스리가 처음 제시한 지리적 구분에 따라 분류한다. 각 지역에는 A부터 S까지 (I, O, Q 제외) 기호가 붙었으며, 10의 자리는 하위 어군(A10, A20 등), 1의 자리는 개별 언어(A11, A12 등)의 번호가 되었고, 다시 각 방언은 알파벳 소문자로 구분했다(A11a, A11b 등). ISO 639-3 부호에서는 많은 언어에 모호한 명칭이 붙었기 때문에, 그 대안으로서 거스리의 부호 체계는 반투어군 언어 분류의 표준이 되어 오늘날까지도 널리 쓰인다. 거스리가 설정한 지역 중 S 지역만이 (간혹) 계통적인 분류군으로 간주된다. 후대에 D 지역과 E 지역의 일부 언어들을 J 지역으로 재배정했는데, 아프리카 대호수 지역에 걸친 또 다른 계통적 분류군으로서 설정된 것이다.

## 분류
- 북서 반투어군
  - A 지역
  - B 지역
    - 미에네어
    - 시라어 : 룸부어, 바라마어, 부누어, 붐부어, 브위시어, 상구어, 시라어
    - 얀지어 : 딩어, 보마어, 얀시어, 음푸오노어, 음피누어, 티에네어
    - 은제비어 : 두마어, 완지어, 은제비어, 창기어
    - 음베레어 : 양고어, 옴밤바어, 은두무어, 음베레어, 응굴어, 카닝기어
    - 초고어 : 부비어, 심바어, 초고어, 칸데어, 핀지어
    - 켈레어 : 마홍궤어, 사케어, 세키어, 시구어, 웜부어, 은다사어, 음방궤어, 응곰어, 켈레어, 코타어
    - 테케어 : 야카어, 응궁궬어, 이발리테케어, 차이테케어, 치체게어, 테케랄리어, 테케에부어, 테케은지쿠어, 테케쿠쿠야어, 테케테게어, 테케푸무어, 티에테케어
    - 미분류 : 몰렝그어

- - C 지역
    - 몽고어 : 랄리아어, 몽고응쿤두어, 옴보어, 응간도어
    - 방기은톰바어
      - 로발라어
      - 루셍고어 : 루셍고어, 링갈라어, 바방고어, 방갈라어, 볼로키어, 부자어, 은돌로어
      - 마발레어
      - 모이어
      - 밤웨어
      - 방기어
      - 보자바어
      - 보코어
      - 볼론도어
      - 볼리아어
      - 봄보마어
      - 봄볼리어
      - 사카타어
      - 셍겔레어
      - 야몽게리어
      - 은톰바어
      - 응기리어 : 리빈자어, 리킬라어, 발로이어, 은도보어
      - 잔도어

    - 부숑어 : 뎅게세어, 렐레어, 부슝어, 송고메노어, 웡고어
    - 음보시어 : 리콸라어, 리쿠바어, 아콰어, 음보시어, 음보코어, 코요어
    - 응간도어 : 야카어, 응간도어
    - 응곰베어 : 리겐자어, 브와어, 브웰라어, 응겔리마어, 응곰베어, 캉고어, 템보어, 파기베테어
    - 응군디어 : 디볼레어, 보미타바어, 봉길리어, 음바티어, 응군디어, 판데어
    - 켈레어 : 롬보어, 소어, 음베사어, 포케어, 켈레어, 포마어
    - 테텔라어 : 옐라어, 은쿠투어, 켈라어, 쿠수어, 테텔라어
- 중부 반투어군
  - D 지역
    - 니앙가어
    - 레가칼랑가어 : 레가므웽가어, 레가샤분다어, 리카어, 발리어, 베케어, 송구라어, 짐바어, 카누어, 콰미어, 함바어, 홀로홀로어
    - 벰베어 : 벰베어, 부유어
    - 비라후쿠어 : 니알리어, 바누마어, 베라어, 벨레어, 보도어, 부두어, 빌라어, 암바어, 은다카어, 음보어, 카이쿠어, 캉고어, 코모어, 호마어
    - 에니아어 : 렝골아어, 미투쿠어, 에니아어, 음볼레어

  - E 지역
    - 니카어
      - 말라코테어
      - 미지켄다어 : 기리아마어, 두루마어, 디고어, 세게유어, 초니어
      - 타이타어 : 사갈라어, 타이타어
      - 포코모어 : 상부 포코모어, 하부 포코모어

    - 차가어 : 궤노어, 로보어, 르와어, 분조어, 마차메어, 모치어, 카헤어
    - 쿠리아어 : 구시어, 수바어, 시자키어, 와레어, 응구리미어, 이코마어, 이키주어, 자나키어, 카브와어, 쿠리아어, 테미어
    - 키쿠유캄바어
      - 기쿠유어
      - 다이소어
      - 메루어 : 메루어, 므윔비무탐비어, 추카어, 타라카어
      - 엠부어
      - 캄바어

  - F 지역
    - 닐람바랑기어 : 니아투루어, 닐람바어, 랑기어, 음부궤어
    - 수쿠마니암웨지어 : 니암웨지어, 붕구어, 수쿠마어, 숨브와어, 코농고어, 킴부어
    - 통궤어 : 맘브웨룽구어, 벤데어, 룽과어, 통궤어, 피파어, 핌브웨어

  - G 지역
    - 고고어 : 고고어, 카굴루어
    - 베네킹가어 : 마고마어, 만다어, 베나어, 상구어, 완지어, 키시어, 킹가어, 팡과어, 헤헤어
    - 샴발라어 : 본데이어, 샴발라어, 아수어, 타베타어
    - 스와힐리어 : 마퀘어, 므와니어, 스와힐리어, 은즈와니어, 응가지자어, 코모로어
    - 지굴라자라모어 : 도에어, 루구루어, 무슝굴루어, 비둔다어, 사갈라어, 응굴루어, 자라모어, 지굴라어, 카미어, 쿠투어, 퀘레어
    - 포고로어 : 은담바어, 포골로어

  - H 지역
    - 야카어 : 론조어, 손데어, 수쿠어, 야카어, 음방갈라어, 응공고어, 펠렌데어
    - 음분두어 : 볼로어, 사마어, 은송고어, 음분두어
    - 콩고어 : 둔도어, 벰베어, 라리어, 빌리어, 순디어, 욤베어, 캄바어, 쿠니어, 쿵고어, 콩고어
    - 훙가나어

  - J 지역
    - 니오로간다어 : 간다어, 궁구어, 궤레어, 니앙코레어, 니오로어, 룰리어, 소가어, 싱가어, 케니어, 치가어, 투로어, 헤마어
    - 르완다룬디어 : 룬디어, 르완다어, 빈자어, 슈비어, 하어, 항가자어
    - 마사바루이아어
      - 니올레어
      - 루이아어 : 니알라어, 니오레어, 로굴리어, 루이아어, 부쿠수어, 이다코이수카티리키어
      - 마사바어

    - 시하부어 : 닌두어, 시어, 조바어, 카브와리어, 템보어, 풀리루어, 하부어, 훈데어
    - 콘조어 : 난데어, 콘조어
    - 하야지타어 : 니암보어, 수비어, 지타어, 진자어, 카라어, 케레웨어, 콰야어, 탈링가브위시어, 하야어

  - K 지역
    - 디리쿠어
    - 살람파수은뎀보어 : 룬다어, 룬드어, 살람파수어
    - 수비아어 : 수비야어, 토텔라어, 프웨어
    - 음발라어
    - 쾅과어 : 루야나어, 마시어, 시마어, 음보웨어, 음부쿠슈어, 쾅갈리어
    - 초퀘루차지어 : 니엠바어, 니엥고어, 루발레어, 루임비어, 루차지어, 음분다어, 음브웰라어, 응캉갈라어, 초퀘어
    - 훌루어 : 삼바어, 퀘세어, 펜데어, 홀루어

  - L 지역
    - 루바어 : 루바카사이어, 루바카탕가어, 르왈루어, 상가어, 카니오크어, 헴바어
    - 브윌레어
    - 송기에어 : 루나어, 방구방구어, 빈지어, 송게어, 케테어
    - 응코야어
    - 카온데어

  - M 지역
    - 니아키우사어
    - 니카사프와어 : 니아므왕가어, 니하어, 람비아어, 말릴라어, 사프와어, 완다어, 은달리어
    - 레니에통가어
      - 레니에어
      - 통가어 : 돔베어, 살라어, 솔리어, 일라어, 통가어

    - 벰바어 : 벰바어, 아우시어, 타브와어
    - 비사람바어
      - 람바어
      - 비사어 : 랄라비사어, 세바어

  - N 지역
    - 치체와어 (니안자어)
    - 만다어 : 마텡고어, 음포토어, 응고니어, 통가어
    - 셍가세나어
      - 세나어 : 니웅궤어, 바르웨어, 세나어, 쿤다어, 핌비어
      - 셍가어 (은셍가어)

    - 툼부카어

  - P 지역
    - 마쿠아어 : 나템보어, 롤로어, 롬웨어, 마인도어, 마니아와어, 마렌제어, 마쿠와마레보네어, 마쿠와메토어, 마쿠와모니가어, 마쿠와사카어, 마쿠와시리마어, 마쿠와어, 추와부어, 코콜라어, 코티어, 타콰네어
    - 마툼비어 : 닌디어, 루피지어, 마툼비어, 은덴데울레어, 은뎅겔레코어, 음붕가어, 응긴도어
    - 야오어 : 마칭가어, 마콘데어, 므웨라어, 야오어, 은돈네함바어

  - R 지역
    - 남 음분두어 : 니아네카어, 움분두어, 은돔베어, 응쿰비어
    - 예예어 (예이어)
    - 은동가어 : 은동가어, 음발란후어, 응간디에라어, 콰니아마어, 크왐비어
    - 헤레로어 : 젬바어, 헤레로어

  - S 지역
    - 벤다어
    - 소토츠와나어
      - 로지어
      - 소토어
        - 남소토어
        - 북소토어 : 북소토어, 남아프리카 은데벨레어
        - 비르와어

      - 츠와나어
      - 츠와퐁어
      - 크갈라가디어

    - 쇼나어 : 남비아어, 데마어, 마니카어, 은다우어, 쇼나어, 칼랑가어, 타와라어, 테웨어
    - 응구니어 : 스와티어, 짐바브웨 은데벨레어, 줄루어, 코사어
    - 초피어 : 초피어, 통가어
    - 츠와롱가어 : 롱가어, 총가어, 츠와어

  - 미분류 (중부 반투어군) : 그바티리어, 니앙갈리어, 마예카어, 보구루어, 송고어, 응그비어, 응그빈다어, 이산주어, 카리어
- 미분류 (반투어군) : 벰바어, 송가어